# Johnny Thomsen
Johnny Thomsen est un footballeur danois, né le 26 février 1982 à Fredericia au Danemark. Il évolue comme milieu défensif.

## Biographie

### En club
En fin de contrat en juin 2011, il signe avec le 21 janvier 2011 un contrat de deux ans avec le FC Copenhague, effectif au 1er juillet.   

### En sélection
Johnny Thomsen obtient sa première sélection le 11 août 2010 lors d'un match amical face à l'Allemagne conclu sur un résultat nul (2-2).